# Билињи
Билињи (фр. Bulligny) насеље је и општина у североисточној Француској у региону Лорена, у департману Мерт и Мозел која припада префектури Тул.
По подацима из 2011. године у општини је живело 490 становника, а густина насељености је износила 46,71 становника/km². Општина се простире на површини од 10,49 km². Налази се на средњој надморској висини од 280 метара (максималној 425 m, а минималној 249 m).

## Демографија
| 1962. | 1968. | 1975. | 1982. | 1990. | 1999. | 2011. |
| ----- | ----- | ----- | ----- | ----- | ----- | ----- |
| 458   | 461   | 423   | 458   | 459   | 462   | 490   |

График промене броја становника у току последњих година